# Aichi C4A
L'Aichi C4A (?), indicato anche come Aereo da ricognizione basato a terra ad alte prestazioni per la Marina Tipo 13 (十三試高速陸上偵察機?) in base al codice "lungo", fu un aereo da ricognizione monomotore monoplano sviluppato dall'azienda giapponese Aichi Tokei Denki KK nei tardi anni trenta e rimasto allo stadio progettuale.

## Storia del progetto
Nei tardi anni trenta, dopo che le autorità militari della Marina imperiale giapponese ebbero modo di prendere visione delle caratteristiche e prestazioni del ricognitore veloce Mitsubishi Ki-15 sviluppato per l'Esercito imperiale, emisero una specifica per la fornitura di un nuovo modello che rispecchiasse prestazioni e profilo di missione del Ki-15 per dotare i reparti di ricognizione aerea della Dai-Nippon Teikoku Kaigun Kōkū Hombu, la propria componente aerea.
A tale scopo venne contattata la Aichi che incaricò il proprio ufficio tecnico diretto dall'ingegnere Toshio (o Norio) Ozaki (尾崎紀男?), il quale attingendo all'esperienza maturata nello sviluppo del Aichi D3A elaborò un progetto dalla simile impostazione, monomotore, monoplano ad ala bassa dotato di motore radiale e cabina di pilotaggio chiusa a due posti in tandem, indicato con la denominazione interna AM-20.
L'azienda avviò la costruzione di un mockup destinato ad essere presentato ad una commissione della Marina imperiale, completato nel marzo 1939, la quale pur assegnando ufficialmente al velivolo la designazione "Aereo da ricognizione basato a terra ad alte prestazioni per la Marina Tipo 13" non ne autorizzò il completamento, preferendo adottare la variante aggiornata Ki-15-II con la designazione "lunga" Aereo da ricognizione per la Marina Tipo 98 o, "corta", C5M.

## Utilizzatori
Giappone
- Dai-Nippon Teikoku Kaigun Kōkū Hombu

previsto.